# Le jour s'est levé (chanson de Présence)
Pour la chanson de Téléphone, voir Le jour s'est levé.
Singles de Présence
Filles du nord
(1970) Si tu passes par chez moi
(1973)
Le jour s'est levé est une chanson du groupe français Présence, paru en 45 tours en 1971. Second single du groupe, Le jour s'est levé est toutefois le premier et unique 45 tours du groupe avec Daniel Balavoine comme chanteur, auquel il coécrit le titre avec Daniel Darras, autre membre de la formation.

## Historique
En 1971, Daniel Balavoine, âgé de dix-neuf ans, décide de monter à Paris avec ses amis une première fois, mais à la suite d'une grande désillusion, il revient à Pau, où il est contacté par le groupe Présence, dont le chanteur, Erick Saint-Laurent, vient de partir après l'échec de leur premier single. Retournant à Paris, il passe une audition au cours de laquelle Laurent Voulzy, quasi inconnu à l'époque, concourt. Balavoine est retenu et commence à côtoyer les studios.

### Accueil
Malgré un accueil favorable dans les clubs, les radios boudent Le jour s'est levé. La déception est d'autant plus grande que le single se vend à seulement 247 exemplaires .
Après cela, le jeune chanteur fera des galas avec le groupe, qu'il quittera en 1972.